# Brazo 3 kpc cercano

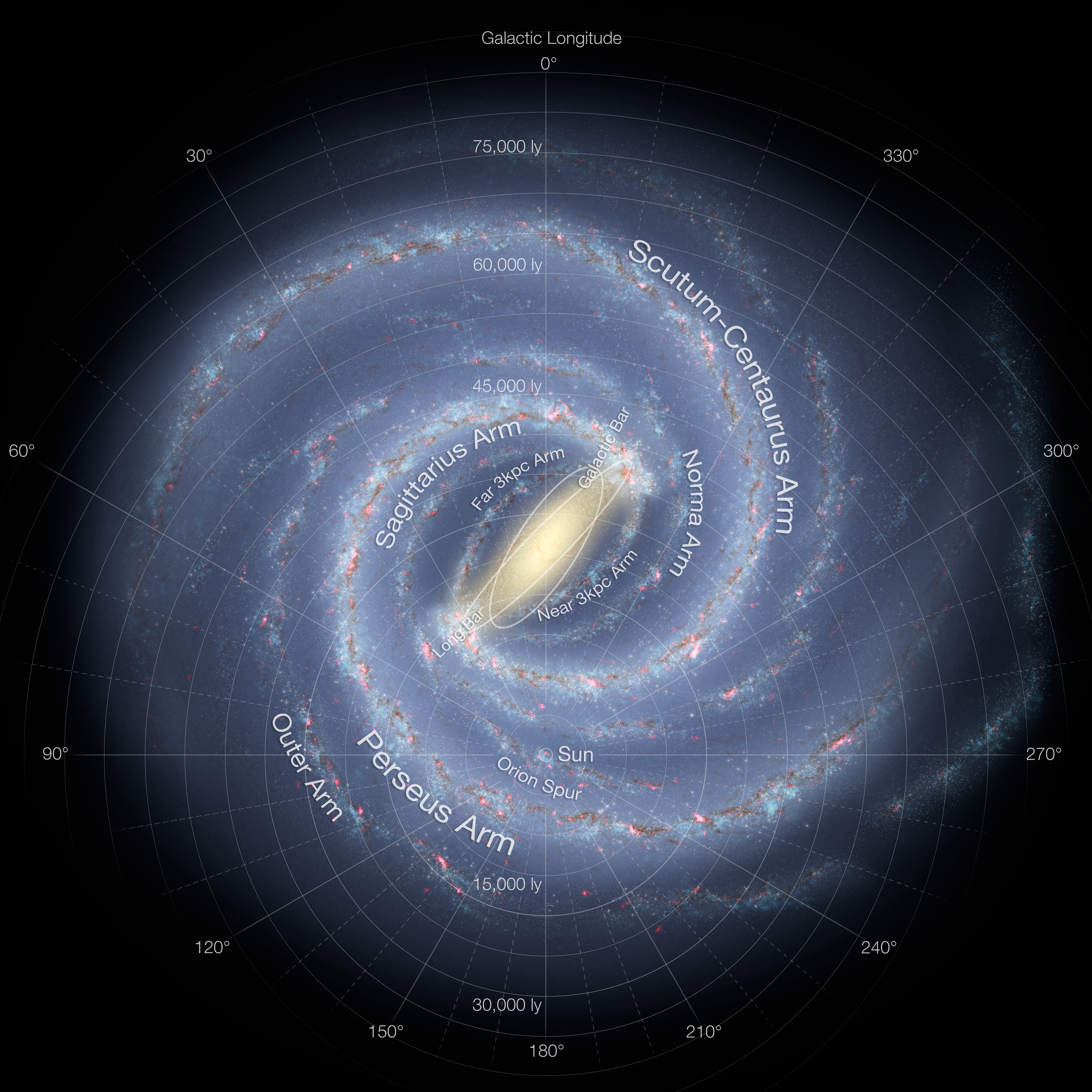
Concepción artística de la estructura en espiral de la Vía Láctea con dos brazos estelares principales y una barra central. En esta imagen, el brazo 3 kpc Cercano se encuentra cerca del centro, debajo y a la derecha del bulbo galáctico.

El brazo 3 kpc cercano (también llamado brazo de 3 kpc en expansión o simplemente brazo de 3 kpc) fue descubierto en la década de 1950 por el astrónomo van Woerden y colaboradores a través de mediciones de radio de HI (hidrógeno atómico). Se descubrió que se expandía lejos del centro de la Vía Láctea a más de 50 km/s. Este brazo espiral contiene aproximadamente 10 millones masa solares de gas, principalmente átomos de hidrógeno y moléculas.
Se encuentra en el cuarto cuadrante galáctico a una distancia de aproximadamente 5,2 kpc del Sol y 3,3 kpc del centro galáctico. El último intento de buscar regiones de formación estelar en el brazo Near 3 kpc (en 1980) mostró poca formación estelar ocurriendo en las numerosas nubes moleculares de este brazo.
Junto con el brazo 3 kpc lejano descubierto en 2008, estos brazos internos establecen la simetría simple de la galaxia.